# Ленінградська АЕС
Ленінградська атомна електростанція (ЛАЕС) - чинна атомна електростанція, розташована в Ленінградській області, за 35 км  західніше межі Санкт-Петербурга та за 70 км від його історичного центру, на узбережжі Фінської затоки Балтійського моря у місті Сосновий Бор.
Початок будівництва Ленінградської АЕС — вересень 1967 року. Перший енергоблок введений в експлуатацію у 1973 році, наступні — у 1975 році, 1979 і 1981 роках.

## Діяльність
Станція юридично є філією ВАТ «Російський концерн з виробництва електричної та теплової енергії на атомних станціях „Росенергоатом“» З 1 квітня 2002 року.
Станція містить 4 енергоблоки електричною потужністю 1000 МВт кожен. На Ленінградській АЕС встановлені водно-графітові реактори РБМК-1000 канального типу на теплових нейтронах.
Проєктне річне вироблення електроенергії — 28 млрд кВт · год. У 2007 вироблення склало 24,635 млрд·год (6,3 % до 2006 р.)
На власні потреби споживається 8,0-8,5 % від виробленої електроенергії.

## Інформація по енергоблоках
| Енергоблок  | Тип реакторів | Потужність | Потужність | Початок будівництва | Підключення до мережі | Введення в експлуатацію | Закриття    |
| Енергоблок  | Тип реакторів | Чисте      | Брутто     | Початок будівництва | Підключення до мережі | Введення в експлуатацію | Закриття    |
| ----------- | ------------- | ---------- | ---------- | ------------------- | --------------------- | ----------------------- | ----------- |
| Ленінград-1 | РБМК-1000     | 925 МВт    | 1000 МВт   | 01.03.1970          | 21.12.1973            | 01.11.1974              | 21.12.2018  |
| Ленінград-2 | РБМК-1000     | 925 МВт    | 1000 МВт   | 01.06.1970          | 11.07.1975            | 11.02.1976              | 10.11.2020  |
| Ленінград-3 | РБМК-1000     | 925 МВт    | 1000 МВт   | 01.12.1973          | 07.12.1979            | 29.06.1980              | 2030 (план) |
| Ленінград-4 | РБМК-1000     | 925 МВт    | 1000 МВт   | 01.02.1975          | 09.02.1981            | 29.08.1981              | 2026 (план) |

## Дивись також
- Ленінградська АЕС-2

## Ресурси Інтернету
- Ленінградська АЕС [Архівовано 17 січня 2016 у Wayback Machine.]